# Myōki

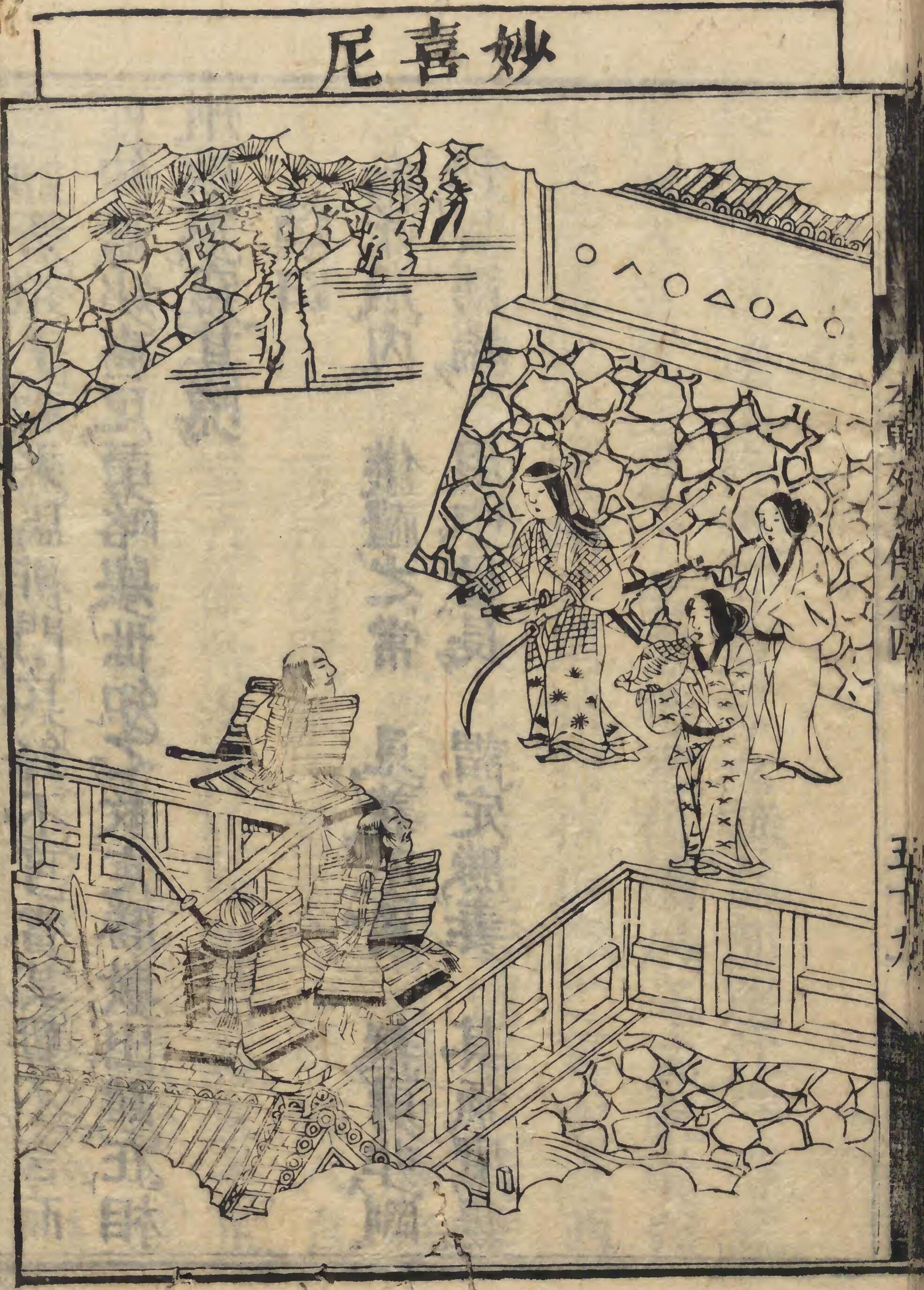
Myōki

Myōki (妙喜) sau Myokini (妙喜 尼) a fost o femeie japoneză din perioada Sengoku. Ea era fiica lui Tōyama Naokage și soția lui Suwabe Sadakatsu. Myōki a fost cea mai cunoscută persoană implicată în apărarea castelului Hio din provincia Musashi împotriva atacului clanului Takeda.

## Apărarea Castelului Hio
Soțul lui Myōki a fost Suwabe Sadakatsu, stăpânul castelului Hio și unicul descendent al viitorului clan Hōjō. În 1568, Takeda Shingen asediază castelul Hachigata, care era controlat de Hōjō Ujikuni, dar Ujikuni reușește să-l apere cu succes. După această victorie, Takeda Shigen a lansat mai multe atacuri în provinciile Suruga, Totomi, Sagami și Musashi dar și împotriva clanurilor Hōjō și Imagawa. 
În decembrie 1569, Yamagata Masakage a pornit o ofensivă către castelul Hio, un atac neașteptat, în care Myoki a intrat în luptă dintr-un motiv neobișnuit, din cauză că soțul ei era beat și nu a putut conduce apărarea castelului. Myoki a hotărât să preia conducerea, a părăsit petrecerea alături de servitoarele ei, a chemat soldații, s-a înarmat și s-a dus la poarta castelului. Prin urmare, se spune că Sadakatsu a încredințat astfel castelul soției sale. Cu toate acestea, se spune că ea a comandat trupele de pe linia frontului și a ținut frâu ofensiva până când avea să se trezească adevăratul conducător.
Cazul castelului Hio în care acesta ar fi fost apărat de către o femeie, când stăpânul castelului era băut, a captat imediat atenția armatei inamice. Chiar și după aceasta, Myōki a apărat cu succes castelul și trupele lui Takeda s-au retras.